# 1761
| 1761                        |
| --------------------------- |
| Dødsfald - Fødsler          |
| • Begivenheder • Litteratur |

| Gregoriansk kalender | 1761 MDCCLXI            |
| Ab urbe condita      | 2514                    |
| Armensk kalender     | 1210 ԹՎ ՌՄԺ             |
| Kinesiske kalender   | 4457 – 4458 庚辰 – 辛巳 |
| Etiopisk kalender    | 1753 – 1754             |
| Jødisk kalender      | 5521 – 5522             |
| Hindukalendere       |                         |
| - Vikram Samvat      | 1816 – 1817             |
| - Shaka Samvat       | 1683 – 1684             |
| - Kali Yuga          | 4862 – 4863             |
| Iransk kalender      | 1139 – 1140             |
| Islamisk kalender    | 1175 – 1176             |

Konge i Danmark: Frederik 5. 1746-1766
Se også 1761 (tal)

## Begivenheder
- Danmarks hovedlandeveje blev befalet bygget.[1]
- 22. september - George 3. krones som konge af Storbritannien

## Født
- 6. maj – Klaus Henrik Seidelin, dansk bogtrykker, forlægger og redaktør (død 1811).